# Музыкальный коллектив
Музыкальный коллектив — коллектив людей, объединённых общей целью или работой, которые так или иначе связаны с музыкой.
В современности применяется словосочетание музыкальная группа или просто группа. Обычно музыкальный коллектив состоит из музыкантов, но в него могут входить и другие музыкальные деятели (продюсеры, звукорежиссёры) или люди, непосредственно к созданию музыки не причастные (художники, поэты, техники).
В различных музыкальных жанрах и направлениях существуют разные формы классификации коллективов по численности и по характеру. Обычно, по традиции, унаследованной от классической музыки, коллектив из двух участников называется дуэтом, из трёх — трио, из четырёх — квартетом, из пяти — квинтетом, из шести — секстетом, из семи — септетом, из восьми — октетом, из девяти — нонетом, а из большего количества участников — ансамблем или оркестром.
В рок- или поп-музыке для коллективов используется термин «группа». От этого термина происходят такие варианты, как «рок-» или «поп-группа». Солист группы обычно является её центральной фигурой и в таком случае именуется фронтменом. Впрочем, фронтменом может быть и другой музыкант.
В джазе используется термин «биг-бэнд», который также может называться джазовым ансамблем, джазовым оркестром или джаз-бэндом. Коллектив вокалистов называется хором. В академической музыке коллектив составом более десяти музыкантов называется оркестром.
В российской популярной и народной музыкальных традициях существуют такие понятия, как ансамбль песни и пляски, ВИА (вокально-инструментальный ансамбль), оркестр народных инструментов.
Старейшим музыкальным коллективом Российской Федерации является Чувашский государственный академический ансамбль песни и танца.